# ジョエル・オスティーン
ジョエル・スコット・オスティーン（英: Joel Scott Osteen、1963年3月5日 - ）は、アメリカの説教者、テレビ宣教師。テキサス州ヒューストンにある、アメリカ合衆国最大のキリスト教教会（メガチャーチ）レイクウッド教会のシニア牧師である。
彼の説教はテレビで放映され、100か国以上で毎月2,000万人以上の視聴者に見られている。

## 略歴
ジョエル・オスティーンは1963年に、テキサス州ヒューストンで生まれた。父ジョン・オスティーンはバプテスト派の牧師であり、レイクウッド教会を創った。
1981年にオクラホマ州タルサの公立高校を卒業後、テレビ番組によるキリスト教伝道で知られるオーラル・ロバーツが創立したオーラル・ロバーツ大学でラジオとテレビコミニケーションを勉強するが中退した。1982年にヒューストンに戻りレイクウッド教会のテレビ番組（彼の父による説教）をつくった。その番組は1999年に父が心臓発作で亡くなるまで17年間続いた。彼は父からの勧めがあったが、父が心臓発作によって死去した後の1999年1月17日までは表には出てこなかった。その後、オスティーンは定期的に説教を始め、1999年10月3日にレイクウッド教会の新しい上級牧師として就任した。それ以来レイクウッド教会の信徒は5倍に増え、礼拝出席者は2016年時点で5万2000人に達している。彼の2017年の純資産は4,000万ドルから6,000万ドルであると報告されている。
著書の『あなたはできる 運命が変わる7つのステップ』（原題：Your Best Life Now）は、アメリカ合衆国で2004年に刊行され400万部を超えるベストセラーとなり、日本語を含む19か国語に翻訳されている。
オスティーンは、1987年4月4日にレイクウッド教会の共同牧師であるビクトリア・オスティーンと結婚し、息子と娘がいる。